# Wladimir Senonowitsch Mai-Majewski

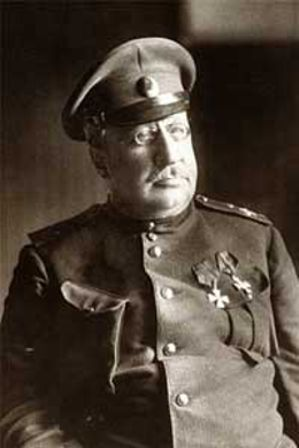
Wladimir Senonowitsch Mai-Majewski

Wladimir Senonowitsch Mai-Majewski (russisch Владимир Зенонович Май-Маевский, wiss. Transliteration Vladimir Zenonovič Maj-Maevskij; * 15. Septemberjul. / 27. September 1867greg. im Gouvernement Mogiljow; † 30. November 1920 in Sewastopol) war ein russischer General im Ersten Weltkrieg und Kommandeur in der Weißen Armee im Russischen Bürgerkrieg.

## Leben
Mai-Majewski entstammte einem Adelsgeschlecht des Gouvernements Mogiljow. Nach dem Abschluss der Militärischen ingenieurtechnischen Universität im Jahre 1888 besuchte er die Militärakademie des Generalstabes und schloss 1896 seine Ausbildung dort ab. Nachdem er in mehreren russischen Regimentern gedient hatte, wurde er 1903 zum Stabsoffizier der 7. Turkestan-Schützenbrigade. Danach kämpfte er im Rang eines Obersten im Russisch-Japanischen Krieg. Vom Mai 1905 bis zum September 1906 war Mai-Majewski Stabschef der 8. Ostsibirischen Schützendivision. Seit August 1910 war er Kommandeur eines Infanterieregiments. Zu Beginn des Ersten Weltkriegs wurde er zum Generalmajor befördert und im November 1914 zum Kommandeur der 11. Infanteriedivision ernannt. Seit dem 17. Dezember 1915 war er „General für besondere Aufträge“ beim Chef der 11. russischen Armee. Von  Oktober 1916 bis April 1917 befehligte er zuerst die 35. und danach die 4. Infanteriedivision. Zur Zeit der Oktoberrevolution war er Kommandeur des 1. Gardekorps der zaristischen Armee im Range eines Generalleutnants. Im März 1918 schloss er sich der Weißen Armee im Süden Russlands unter Denikin an. Er übernahm das Kommando einer Kosakendivision. Mit der folgenden erfolgreichen Verteidigung des Don-Gebiets und der Eroberung der Stadt Charkow errang er mit seiner Division den strategischen Sieg, der Denikin zu seiner Offensive auf Moskau veranlasste. 
Am 23. Mai 1919 wurde er von Denikin zum Oberbefehlshaber des Eliteverbands, der sogenannten Freiwilligenarmee befördert. Im Verlauf dieser Offensive eroberten seine Truppen als Speerspitze der Weißgardisten im September Kursk und im Oktober Orjol. Die folgende Kromy-Orjoler Operation scheiterte allerdings, als die Freiwilligenarmee bereits sechs Tage danach Orjol wieder an die Roten Truppen verlor. Mit dem Scheitern der Operation wurde Mai-Majewski das Kommando entzogen und an seiner Stelle General Wrangel eingesetzt. Mai-Majewski verfiel daraufhin dem Alkoholismus. 
Wladimir Mai-Majewski starb an einem Herzinfarkt, als er am 30. November 1920 auf der Krim ein Schiff bestieg, das ihn mit verbliebenen Soldaten der Weißen Armee ins Ausland evakuieren sollte.